# Paradise (videohra)
Paradise je videohra žánru adventure pro operační systém Microsoft Windows, vyvinutá studiem White Birds Productions a vydaná firmami Micro Application v Evropě a Ubisoft v severní Americe. Na trh byla uvedena v roce 2006. Hlavním designérem a grafikem hry byl známý belgický tvůrce komiksů a počítačových her Benoît Sokal. Hra se odehrává ve fiktivní africké zemi Mauranie a hráč v ní ovládá dívku, která přežila leteckou havárii bez vážnějšího zranění, ale s rozsáhlou ztrátou paměti. Nevzpomíná si, jak se jmenuje, čím je ani odkud, kam a proč letěla. Hráč má za úkol ji provést všemi nástrahami, během nichž dívka zjistí, kdo je, proč je v Mauranii a jaký je její úkol.

## Příběh
Hlavní hrdinkou je Malkia, dcera mauranského krále Rodona, která však už dlouhou dobu žije v Evropě. Na začátku hry se ocitá v harému v paláci prince města Madargane uprostřed Mauranie. Jako jediná přežila havárii malého soukromého letadla. Neutrpěla těžká zranění, ale potýká se s rozsáhlou ztrátou paměti. Nevzpomíná si, kdo je a proč je v Mauranii. Madarganský princ se jí ujal a převezl ji z nemocnice do svého paláce, kde má zůstat, dokud se jí paměť nevrátí. Má u sebe jen několik předmětů, které jí mohou pomoci. Mezi nimi je studentská karta univerzity v Ženevě a knížka o Mauranii, kterou napsala spisovatelka Ann Smithová. Dívka se rozhodne používat toto jméno, dokud nezjistí, kdo doopravdy je. Na zahradě se dívka setká s černým levhartem, kterého princ chová v kleci. Matně si vzpomíná, že ho odněkud zná, ale netuší odkud.
Mauranie je fiktivní země v Africe. Díky své odlehlosti si uchovala svou svébytnou kulturu i téměř nedotčenou flóru a faunu, která je detailně popsána v dívčině knížce. Vládne jí král Rodon, poslední potomek dávné dynastie mauranských vládců. Poslední dobou však přibývá lidí, kteří jsou s jeho vládnutím nespokojení, a tak v Mauranii vypukla krvavá občanská válka mezi královskými vojsky a rebely. Hráč v roli Malkie musí uniknout všem nástrahám a odhalit, kdo je a proč přiletěla do Mauranie.

## Ovládání
Hra má klasické point and click ovládání, v němž hráč ukazuje kurzorem na předměty a kurzor mění svůj tvar podle toho, co lze s předmětem provést. Po stisknutí tlačítka myši pak hrdinka dojde k předmětu (při dvojím kliknutí k němu doběhne) a příslušnou činnost vykoná. Pravým tlačítkem se otevírá inventář, z něhož lze získané předměty používat na jiné předměty i na sebe navzájem. Během cesty hrdinka potká několik desítek postav, s nimiž může mluvit. Při rozhovoru si hráč z menu vybere téma, o němž chce s postavou hovořit.
Hru lze kdykoli v jejím průběhu ukládat na disk.
Všechny lokace jsou nakresleny jako dvourozměrné (některé přesahují rozměry obrazovky a při pohybu scrollují), postavy jsou vymodelovány trojrozměrně.
V několika sekvencích, zvaných „Noc levharta“, hráč ovládá černého levharta, kterého hrdinka získá krátce po začátku hry. Tyto sekvence jsou zpracovány kompletně trojrozměrně. Levhart však nemůže sbírat a používat předměty a úkolem hráče v těchto sekvencích je pouze dovést levharta na určené místo. Hráč tyto sekvence navíc může přeskočit.

## Přijetí hry
Hra byla přijata poměrně chladně. Herní recenzenti se většinou shodli, že je až příliš podobná dvojici her Syberia (rovněž od Benoîta Sokala), ale jejích kvalit nedosahuje. Vyzdvihována byla především grafika, hudba a detailně, promyšleně vytvořená Mauranie. Naopak kritiku si vysloužil málo hluboký příběh, zastaralé technické zpracování, nepohodlné ovládání, chyby v programu a občasné nelogické hádanky.